# 皮維哈伊
皮維哈伊是哥倫比亞的城鎮，位於該國北部，由馬格達萊納省負責管轄，距離首府聖瑪爾塔150公里，始建於1774年5月30日，面積1,636平方公里，海拔高度3米，2005年人口35,379。

## 外部連結
- （西班牙文） Gobernacion del Magdalena: municipios - Pivijay
- （西班牙文） Pivijay official website Archive.today的存檔，存档日期2012-11-29

10°28′N 74°37′W / 10.467°N 74.617°W